# Monceau-Imbrechies
Monceau-Imbrechies is een dorp in de Belgische provincie Henegouwen, en een deelgemeente van de Waalse gemeente Momignies.
Monceau-Imbrechies was een zelfstandige gemeente, tot die bij de gemeentelijke herindeling van 1977 toegevoegd werd aan de gemeente Momignies.

## Demografische ontwikkeling
- Bronnen:NIS, Opm:1831 tot en met 1970=volkstellingen

## Bezienswaardigheden
- Sint-Marcoulkerk
- Musée 40-44 Lieutenant Cook
- Herdenkingsmonument

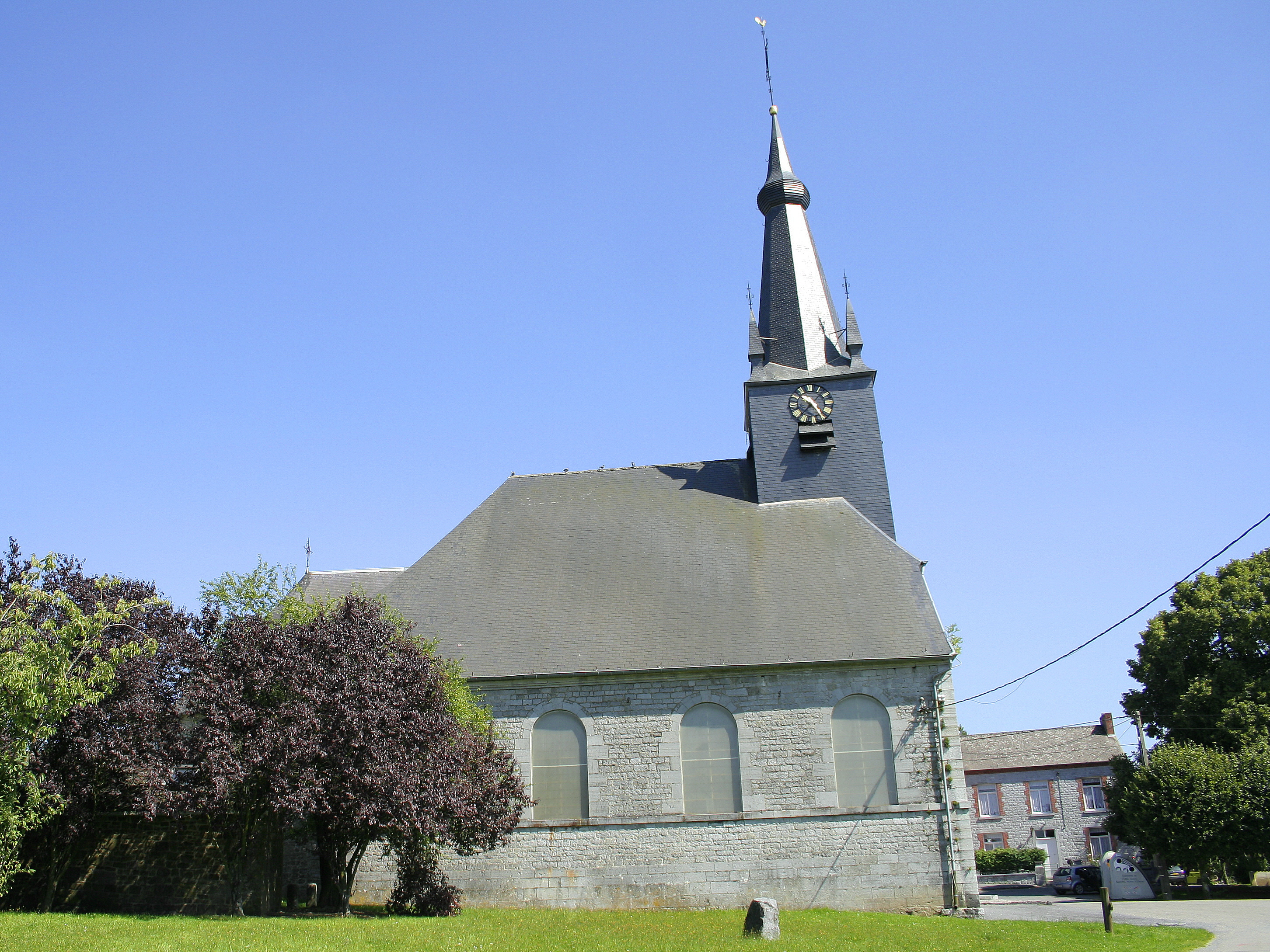
Kerk in Monceau-Imbrechies.
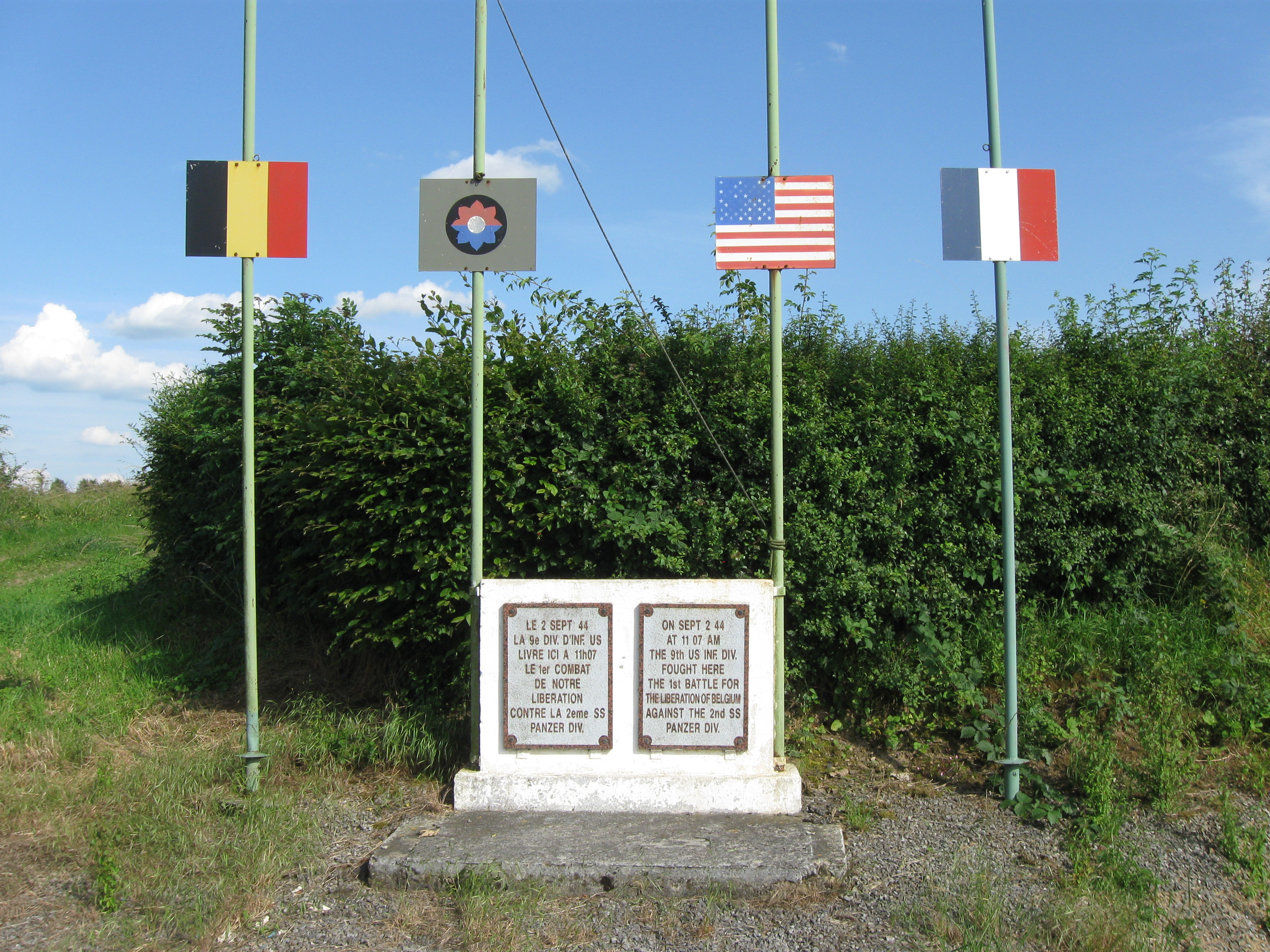
Monument.
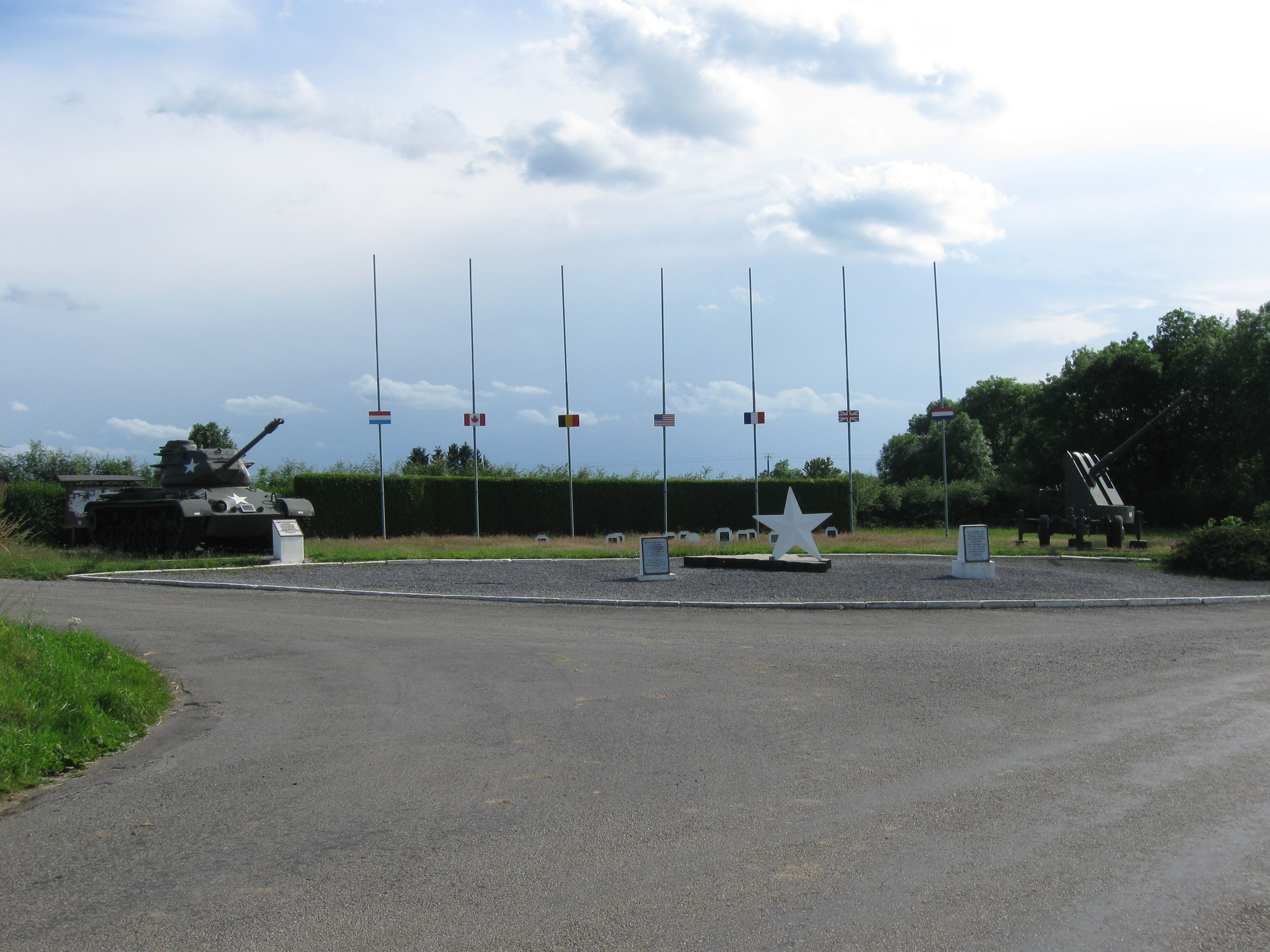